# Traité anglo-égyptien de 1936
 (mars 2012).
Si vous disposez d'ouvrages ou d'articles de référence ou si vous connaissez des sites web de qualité traitant du thème abordé ici, merci de compléter l'article en donnant les références utiles à sa vérifiabilité et en les liant à la section « Notes et références ».

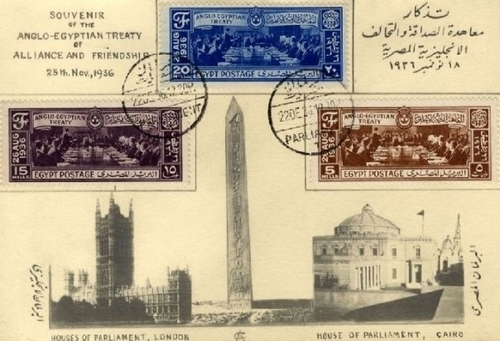
Carte postale souvenir commémorant le traité anglo-égyptien de 1936

Le traité anglo-égyptien de 1936, officiellement « Traité d'alliance entre Sa Majesté, au nom du Royaume-Uni, et Sa Majesté le roi d'Égypte » (en anglais The Treaty of Alliance Between His Majesty, in Respect of the United Kingdom, and His Majesty the King of Egypt), fut signé à l'occasion de la deuxième guerre italo-abyssinienne de 1935 : le roi Farouk craignait que les Italiens envahissent l'Égypte. La signature du traité déclencha une vague de manifestations anti-Britanniques et anti-wafdistes, notamment parce que des mouvements nationalistes, comme les Frères musulmans, souhaitaient une Égypte totalement libérée de l'influence britannique et occidentale.
Depuis 1922, et la Déclaration unilatérale d'indépendance de l'Égypte promulguée par le colonisateur britannique, l'Égypte est un royaume avec une autonomie limitée. Par ce traité de 1936, le pays accède à une indépendance presque complète. Il fut ainsi établi que le Royaume-Uni évacuerait toutes les troupes britanniques présentes sur le sol égyptien, à l'exception des dix mille hommes nécessaires à la protection du canal de Suez et de ses rives. De plus, le Royaume-Uni s'engageait à approvisionner et entraîner l'armée égyptienne, et à le protéger en cas d'agression (ce qui fut le cas lors de l'invasion italienne de l'Égypte en 1940). Le traité fut signé le 26 août 1936, ratifié le 22 décembre, et établi pour vingt ans.
En vertu de l'accord anglo-égyptien de 1899, l'Égypte et le Royaume-Uni devaient exercer conjointement la souveraineté sur le Soudan, mais dans les faits, les Britanniques gouvernaient seuls la région. De manière explicite, le traité de 1936 favorisait le statu quo sur ce problème.
Le 8 octobre 1951, le premier ministre égyptien Moustapha el-Nahhas Pacha dénonce le traité anglo-égyptien. Le Royaume-Uni refuse de quitter ses bases du canal et renforce ses effectifs à terre à 64 000 hommes au 31 décembre 1951. Des émeutes violentes, actes de guérillas et sabotages éclatèrent, commis par les Frères musulmans, les communistes et la police égyptienne envers les britanniques. Il s'ensuit une répression de la part de ces derniers. Les combats feront des centaines de morts, dont 405 militaires britanniques jusqu'en octobre 1954 lorsque le Royaume-Uni accepta de retirer ses troupes. Ce retrait s'acheva en décembre 1956 avec la fin de la crise du canal de Suez.